# Mioawateria extensa
Mioawateria extensa é uma espécie de gastrópode do gênero Mioawateria, pertencente a família Raphitomidae.